# Stanley White
Stanley White (* 1913; † 1978) war ein englischer Journalist und Schriftsteller. 

## Leben
Neben seinem journalistischen Œuvre schuf White mit den Jahren auch ein eigenständiges literarisches Werk. Seine überwiegend marine-historischen Werke veröffentlichte White unter dem Pseudonym James Dillon White. 
Sein Zyklus um „Roger Kelso“ gleicht Foresters „Horatio Hornblower“ und wurde auch vom Publikum wie auch der Literaturkritik mit diesem verglichen. Zeitlich angesiedelt sind die Abenteuer Roger Kelsos in der Ära von Robert Clive, dem Begründer des englischen Einflusses in Indien.

## Werke (Auswahl)
- Freie Fahrt für unsere Bahn („The furzedown comet“). Schneider Verlag, München 1974 (Schneider-Buch; 4972).
- Genevieve. Ein fröhlicher Roman von jungen Ehen und alten Autos („Genevieve“). Claassen, Zürich 1957 (übersetzt von N. O. Scarpi).
- Roger-Kelso-Zyklus

1. Der junge Kelso. Mit der Shropshire in Ostindien; roman („Young Mister Kelso“). Ullstein, Berlin 1997, ISBN 3-548-24180-8.
2. Kelsos erstes Kommando. Mit der Paragon vor Mauritius; Roman („Kelso of the Paragon“). Ullstein, Berlin 1997, ISBN 3-548-24182-4.
3. Verrat an Kapitän Kelso. Die Strandung der Marie Galante bei den Amiranten; Roman („A spread of sail“). Ullstein, Berlin 1997, ISBN 3-548-24306-1.
4. Kapitän Kelsos Rache. Mit der Paragon bei den Piraten der Pfefferküste; Roman („Brave Captain Kelso“). Ullstein, Berlin 1998, ISBN 3-548-24312-6.
5. Kelso und der Nabob. Auf Strafexpedition im Golf von Bengalen; Roman („Captain of Marine“). Ullstein, Frankfurt/M. 1998, ISBN 3-548-24399-1.
6. Kapitän Kelso im Kampf mit dem Linienschiff Lyon; Roman („The Princess of Persia“). Ullstein, Berlin 1999, ISBN 3-548-24619-2 (früherer Titel Die persische Prinzessin).
7. Kelso wird Kommodore. Die Paragon im Gefecht um den Golf von Bengalen; Roman („Commodore Kelso“). Ullstein, München 2000, ISBN 3-548-24767-9.
8. Kelsos Kampf mit den Flußpiraten. Mit der Protector vor Kalkutta; Roman („A wind is rigging“). Ullstein, München 2000, ISBN 3-548-25076-9 (früherer Titel Geier am Ganges).
9. Kommodore Kelso unter Feuer. Die Kaperung der Cleopatra bei den Malediven; Roman („Fair wind to Malabar“). Ullstein, Berlin 1998, ISBN 3-548-24407-6.

- The Tall Ship. Heinemann, London 1958.